# Limaria rotundata
Limaria rotundata is een tweekleppigensoort uit de familie van de Limidae. De wetenschappelijke naam van de soort werdcin 1843 voor het eerst geldig gepubliceerd door George Brettingham Sowerby II.